# Always Look on the Bright Side of Life
Az Always Look on the Bright Side of Life (Mindig az élet napos oldalát nézd) című szám eredetileg a Brian élete című film záródala, mely a Monty Python társulat legismertebb és leghíresebb slágere. A szöveget és a zenét Eric Idle szerezte.
Akkori szomszédja Gary Lineker labdarúgó javaslatára 1991-ben újra felvették, és kiadták maxi CD-n. Ennek eredménye hatalmas meglepetés lett, az akkor már 12 éves szám a brit listákon a 3. helyig jutott fel.
Számos televíziós műsorban elénekelte Eric Idle, többek között a Top of the Pop műsorban 1991-ben. A koreográfia szerint közben leamortizálta a zenekart.
2008 novemberében, Károly walesi herceg 60. születésnapjára rendezett ünnepségen, melyen szűkebb családjával részt vett, szintén előadta a dalt, a műsor végén. A színpadon John Cleese, Rowan Atkinson, Andrew Sachs, Robin Williams is énekeltek.
Az első Monty Python musicalben, a Spamalotban is hallható és a Not the Messiah - He's a Very Naughty Boy (Nem a Messiás, csak egy nagyon csintalan fiú) című ötrészes komikus oratórium angliai bemutatóján is előadták, 2009. október 23-án, a londoni Royal Albert Hall-ban, melyet a Monty Python csoport 40 éves évfordulójára időzítettek. Eric Idle és John du Prez által írt mű, a Brian élete film zenés változata. A dalt a BBC Szimfonikus Zenekara és a BBC kórusa kísérte.
2012. augusztus 12-én, a 2012. évi nyári olimpiai játékok záróünnepségén is elhangzott a dal, melyet egy plusz versszakkal megtoldott. A színpadon többek között táncosok, indiai tánccsoport, görkorcsolyázó és szoknyájukat emelgető apácák, római légiósok, skótdudások léptek fel. A slágert, ha nem is 80 ezren énekelték, de a stadionban visszhangzott a nézők éneklése.
A "Life's a piece of shit" szövegrész 1991-ben, a Top of the Top című műsorban ötletesen kimaradt, a rádióváltozatban pedig "Life's a piece of spit"-re cserélték. Viszont az olimpia záróünnepségén elhangzott változatból ezt a részt, az Egyesült Államok-beli NBC televízió cenzúrázta.
Többen is feldolgozták. Az egyik feldolgozás, Art Garfunkelé, mely a Lesz ez még így se! című film betétdala.
Minden Iron Maiden koncert után lejátsszák a dal eredeti felvételét. 2017-ben a Scooter hardstyle stílusban dolgozta fel a dalt, amely a Forever című albumuk zárószáma.[forrás?]
Magyarul Soltész Rezső dolgozta fel.

## Linkek
- "Always Look on the Bright Side of Life" Top of the Pop. YouTube
- "Always Look on the Bright Side of Life" Károly walesi herceg 60. születésnapja. YouTube
- "Always Look on the Bright Side of Life" Not the Messiah. YouTube
- "Always Look on the Bright Side of Life" London 2012. YouTube